# G:link
G:link（ジー・リンク）は、オーストラリアクイーンズランド州の都市であるゴールドコーストに存在する路面電車（ライトレール）。道路の混雑解消や公共交通機関の利便性向上を目的に2014年に開通し、2020年現在はケオリス・ダウナーによって列車の運行や施設の保守が行われている。

## 概要

### 歴史
多数の名所を抱えるオーストラリア屈指の観光都市であるゴールドコーストでは近年人口の増加が著しく、2018年の時点で約546,000人を記録し、20年の間に人口が倍増する程の状況となっていた。だが、2000年代までのゴールドコーストの主要な交通機関は自家用車やバスであり、年々幹線道路の混雑は激化し駐車場の確保も困難な状態に陥っていた。住民のみならず観光客の移動にも支障をきたす状態となった事で、ゴールドコーストでは今後の都市の発展の持続可能性も考慮し、ライトレールの導入が検討されるようになり、2009年にクイーンズランド州政府から認可を受けた。
計画は幾つかの段階に分けて行われたが、最初の路線となる、砂浜に沿って高層ビル群が立ち並ぶ「サーファーズパラダイス（Surfers Paradise）」を経由する全長13 km（8 miles）「ステージ1（Stage 1）」については、2011年に次項で述べる建設・運用・保守等を担当する企業コンソーシアム「GoldLinQ」と契約が結ばれた後、翌2012年から工事が実施され、2013年から2014年には車両の納入も実施された。建設に際しては、テニスコートなど一部施設の移設、下水道や電力網の移設など多くの経緯を経る事となった。そして2014年7月20日に実施された開通式典や無料運転を経て、翌7月21日から本格的な営業運転が開始された。これはオーストラリアにおいて実に1世紀以上ぶりとなる、それまで路面電車（ライトレール）が存在しなかった都市に新たな路線が開通した事例となった。
ライトレール開通の効果は著しく、開業から2年後の2016年3月までの利用者の総数は約1,250万人、1日の平均利用者数も約23,000人を記録し、ゴールドコーストの公共交通機関の利用者数も23 %増加した。これにより、それまで慢性化していたゴールドコーストハイウェイ（Gold Coast Highway）の混雑が21 %削減された。更にライトレール沿線に並ぶ店舗の買い物客の増加などの効果も現れており、プロジェクトは大成功を収めた。
「ステージ1」に続いて、2018年4月に開催されたコモンウェルスゲームズを念頭に北部のゴールドコースト大学病院（Gold Coast University Hospital）電停から延伸し、ゴールドコースト線のヘレンズベイル駅へ接続する全長7.3 km（4.5 miles）の「ステージ2（Stage 2）」の建設が決定した。2016年4月にCPBコントラクター（CBD Constractor）が設計・建設に関する契約を獲得し、同年から開始された工事は当初の計画よりも早く完了し、2017年12月17日の無料運転を経て翌12月18日から本格的な営業運転を開始した。コモンウェルスゲームズ開催時には24時間運転を実施し、多数の乗客を輸送した。閉会後もクイーンズランド鉄道と接続する利便性が評価され、G:link全体の利用客数は2018年から2019年にかけて33 %も増加している。

### GoldLinQについて
「GoldLinQ（ゴールドリンク）」は、ゴールドコーストのライトレールの建設にあたり、クイーンズランド州政府との官民パートナーシップ（PPP）に基づき、ライトレールの設計や建設、開業後の運用や保守を行う民間事業者である。設立にあたっては、日本の丸紅も含めた以下の企業による出資（コンソーシアム）が実施されたが、この丸紅が有していた株については2019年にMM キャピタル・インフラストラクチャー・ファンド1号（MM Capital Infrastructure Fund1）へ移管されている。
- 丸紅、丸紅オーストラリア→MM キャピタル・インフラストラクチャー・ファンド1号（日本）
- プレナリー・グループ（英語版）（Plenary Group）（オーストラリア）
- IPPオーストラリア（IPP Australia）（オーストラリア）
- アベン・オーストラリア（英語版）（Aveng Australia）（オーストラリア） - 子会社のマコーネル・ドゥウェル（英語版）が「ステージ1」の設計・建設を担当。
- ケオリス（英語版）（Keolis）（フランス） - ダウナーとの合資会社であるケオリス・ダウナーが運営・保守を担当[16]。
- ボンバルディア・トランスポーテーション（Bombardier Transportation）（ドイツ） - 信号や変電所などの施設・システム、車両製造等を担当[17]。

## 運用

### 路線・運賃
2020年現在、G:linkはゴールドコーストに全長20.3 km、電停数19の路線を有している。道路から分離された専用軌道では最高速度70 km/hでの運転を行う一方、サーファーズ・パラダイス等に存在する併用軌道では安全対策のため最高速度は23 km/h程に制限される。運転間隔は時間帯によって異なり、午前7時 - 午後7時（19時）は平日7.5分、週末は10分間隔である一方、午前5時から7時および午後7時（19時）から翌日1時（25時）代までは15分間隔である。また、「ステージ1」にあたるゴールドコースト大学病院（Gold Coast University Hospital） - ブロードビーチ・サウス（Broadbeach South）電停間については休日深夜も30分間隔の終夜運転を実施する一方、平日は同一区間を30分間隔で代行バスが運行する。

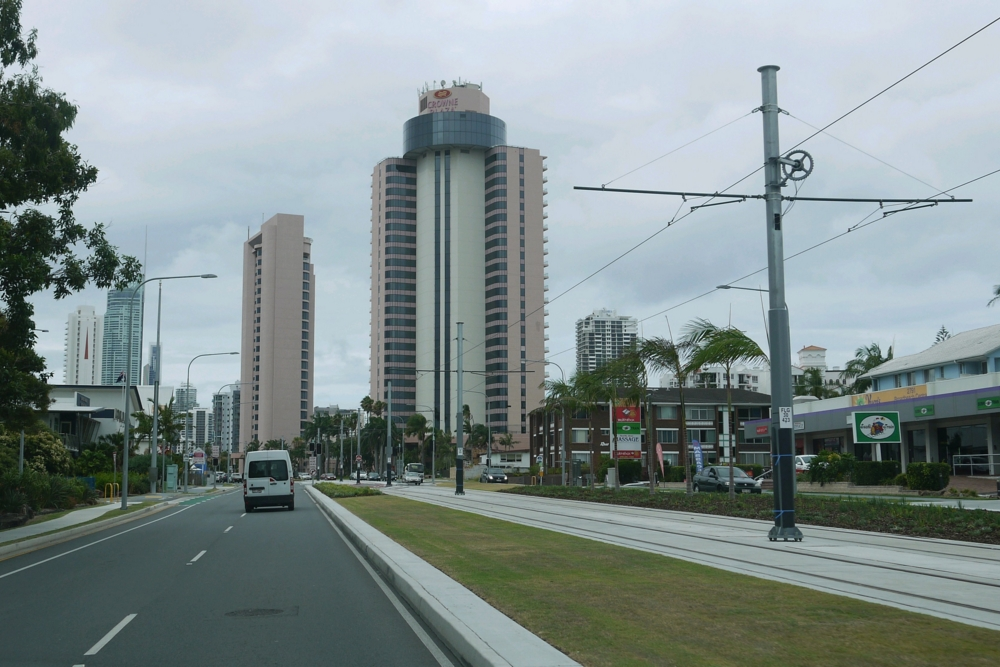
専用軌道（2014年撮影）
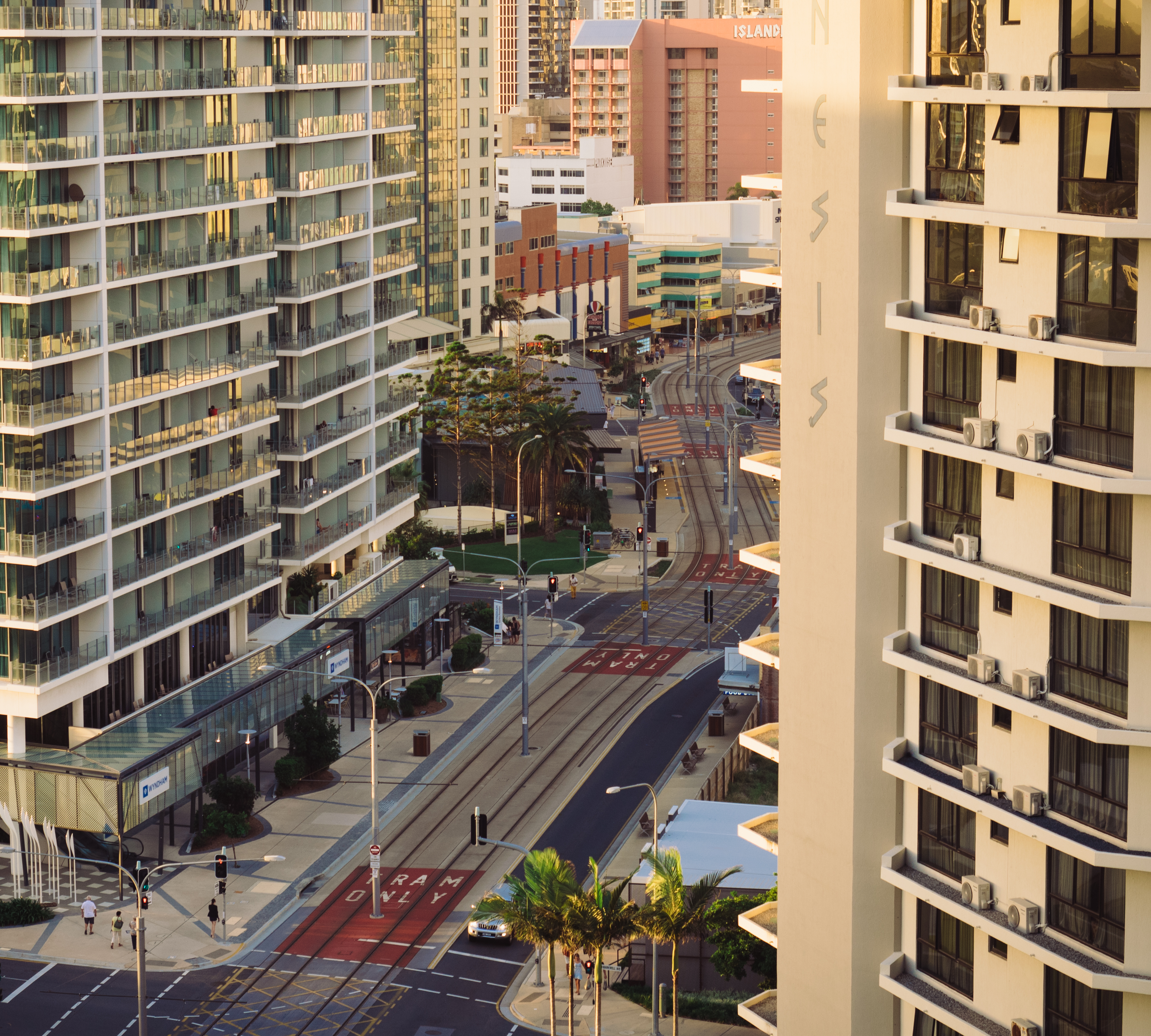
サーファーズ・パラダイスを走る併用軌道（2016年撮影）
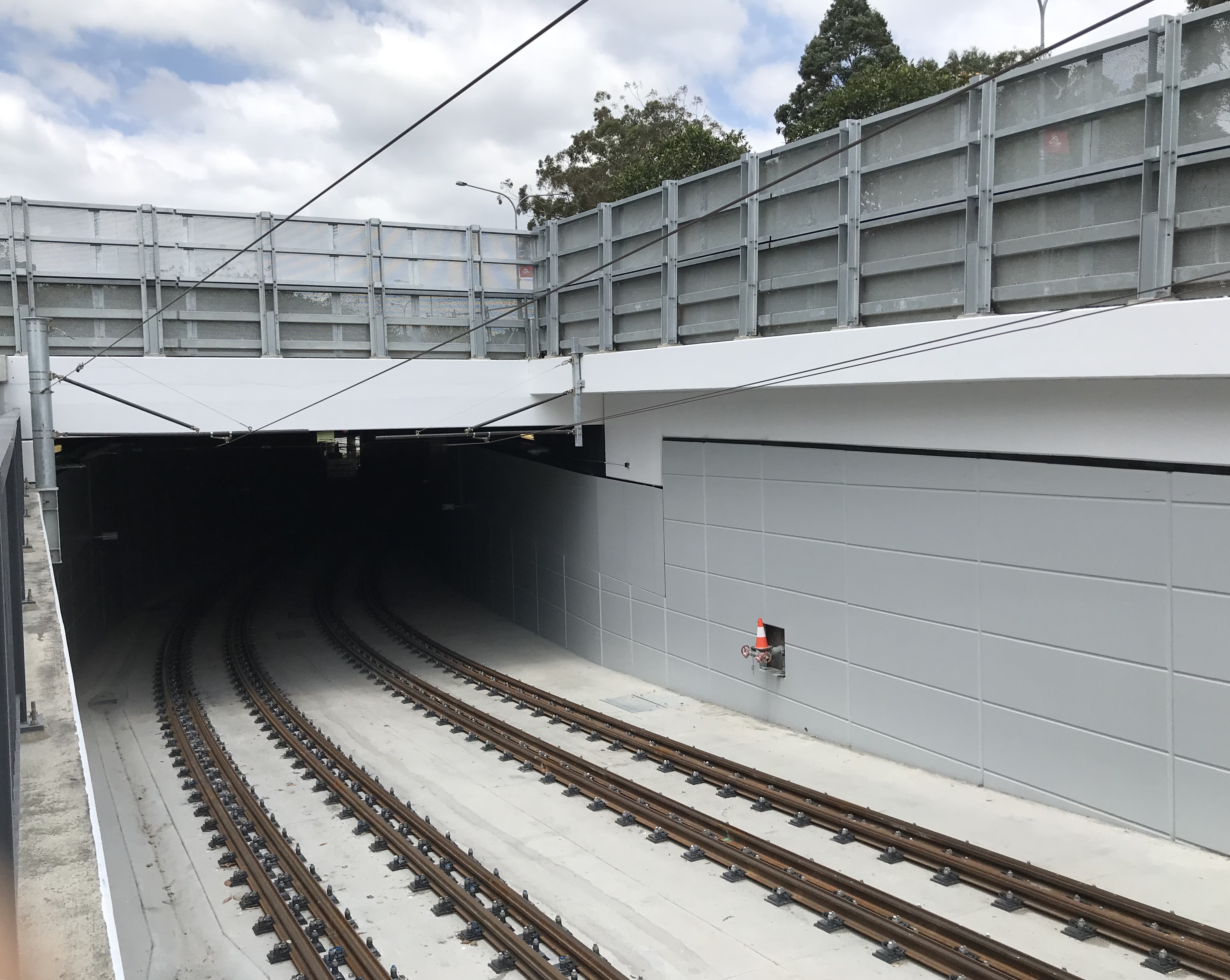
地下駅であるゴールドコースト大学病院（Gold Coast University Hospital）電停へ向かうランプ（2017年撮影）

運賃は支払い方法によって異なっており、紙の乗車券を購入する場合は4.6ドル（大人運賃）だが、非接触式ICカードの「ゴーカード（Go Card）」を用いる場合はラッシュ時は3.2ドル、それ以外の時間帯は2.7ドルへの値下げが行われる。また、2020年後半以降スマートフォンや非接触式ICカード機能を搭載したクレジットカードを用いた決済も可能となる。

### 電停一覧
| 画像                      | 電停名                         | 開通年月                   | ホームの形状 | 接続交通機関                  | 終夜運転 | 備考・参考 |
| ------------------------- | ------------------------------ | -------------------------- | ------------ | ----------------------------- | -------- | ---------- |
|                           | Helensvale                     | 2017年12月17日 (ステージ2) | 島式ホーム   | クイーンズランド鉄道 路線バス | ×        | [ 22 ]     |
|                           | Parkwood                       | 2017年12月17日 (ステージ2) | 相対式ホーム | 路線バス                      | ×        | [ 23 ]     |
|                           | Parkwood East                  | 2017年12月17日 (ステージ2) | 島式ホーム   | 路線バス                      | ×        | [ 24 ]     |
|                           | Gold Coast University Hospital | 2017年12月17日 (ステージ2) | 相対式ホーム | 路線バス                      | ○        | 地下駅     |
| 2014年7月20日 (ステージ1) | Gold Coast University Hospital |                            | 相対式ホーム | 路線バス                      | ○        | 地下駅     |
|                           | Griffth University             | 相対式ホーム               | 路線バス     | ○                             | [ 26 ]   |            |
|                           | Queen Street                   | 島式ホーム                 |              | ○                             | [ 27 ]   |            |
|                           | Nerang Street                  | 相対式ホーム               |              | ○                             | [ 28 ]   |            |
|                           | Southport                      | 相対式ホーム               | 路線バス     | ○                             | [ 29 ]   |            |
|                           | Southport South                | 島式ホーム                 |              | ○                             | [ 30 ]   |            |
|                           | Broadwater Parklands           | 島式ホーム                 |              | ○                             | [ 31 ]   |            |
|                           | Main Beach                     | 島式ホーム                 |              | ○                             | [ 32 ]   |            |
|                           | Surfers Paradise North         | 相対式ホーム               | 路線バス     | ○                             | [ 33 ]   |            |
|                           | Cypress Avenue                 | 相対式ホーム               | 路線バス     | ○                             | [ 34 ]   |            |
|                           | Cavill Avenue                  | 相対式ホーム               |              | ○                             | [ 35 ]   |            |
|                           | Surfers Paradise               | 相対式ホーム               |              | ○                             | [ 36 ]   |            |
|                           | Northcliffe                    | 相対式ホーム               |              | ○                             | [ 37 ]   |            |
|                           | Florida Gardens                | 島式ホーム                 |              | ○                             | [ 38 ]   |            |
|                           | Broadbeach North               | 島式ホーム                 |              | ○                             | [ 39 ]   |            |
|                           | Broadbeach South               | 相対式ホーム               | 路線バス     | ○                             | [ 40 ]   |            |

## 車両

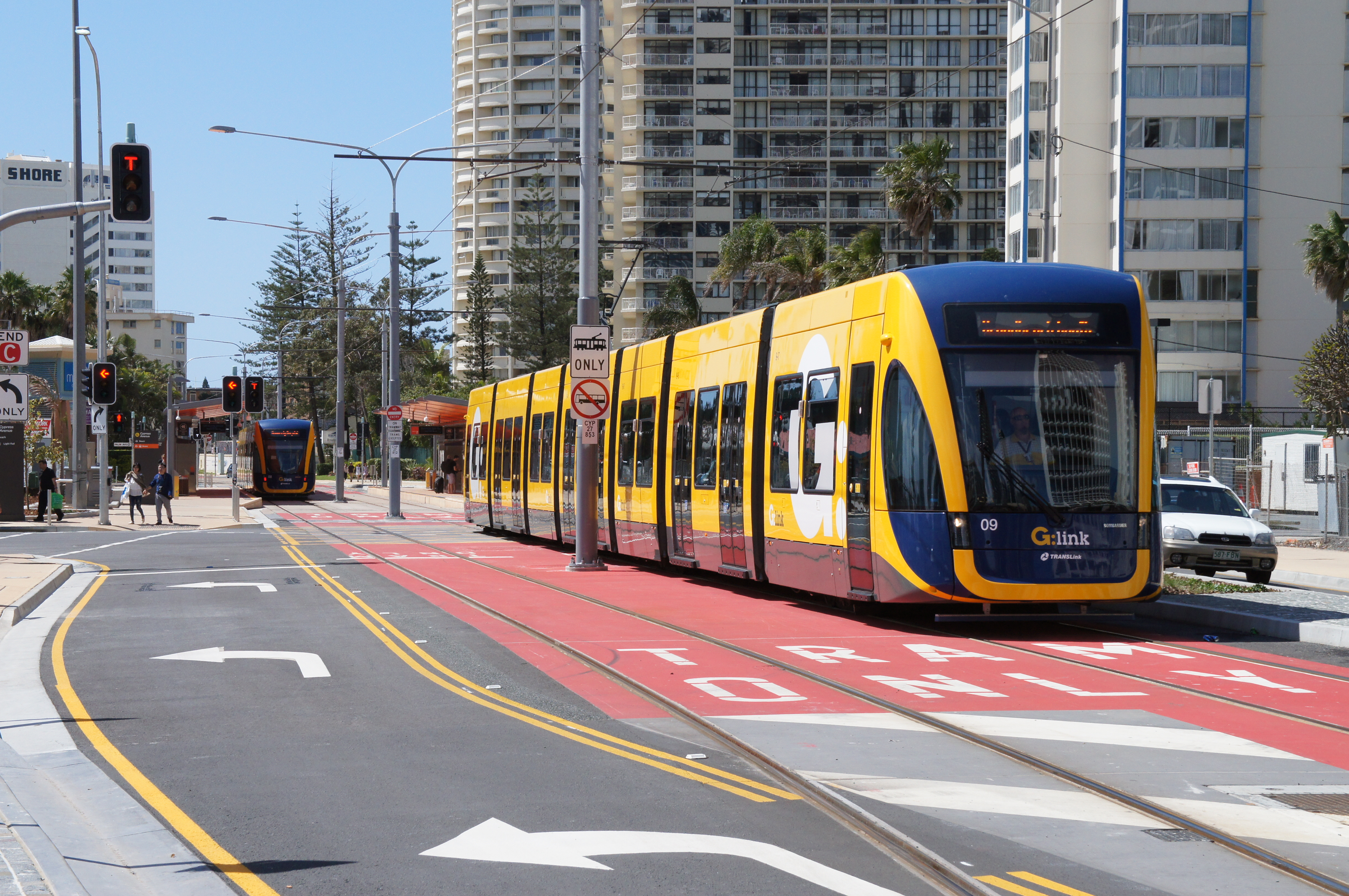
フレキシティ2（2014年撮影）

G:linkで使用されている車両は、GoldLinQに出資する企業の1つであるボンバルディア・トランスポーテーションが展開する超低床電車のフレキシティ2である。両運転台式の7車体連接車で、小径車輪を用いた車軸付き台車を用いる事でメンテナンスコストや騒音、振動の削減が図られている。また制御装置にはボンバルディアが開発した「MITRAC」が搭載され、消費電力が抑えられている。また、G:link向け車両は車内に車椅子やベビーカー用のフリースペースに加えて、サーフボードが設置可能なラックが搭載されているのが特徴である。
開業に合わせて14両が導入された後、「ステージ2」の延伸に合わせて4両が増備されたため、2020年現在は18両が在籍する。また、ボンバルディア・トランスポーテーションは2014年の開業以降15年間のメンテナンスも担当している。主要諸元は以下の通り。

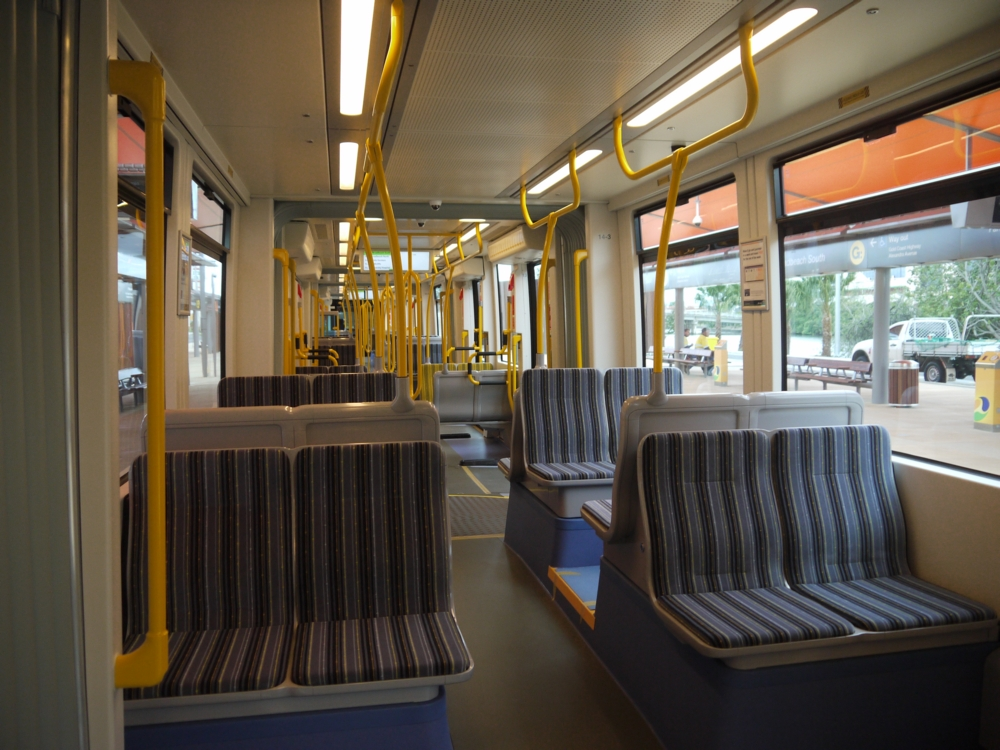
車内
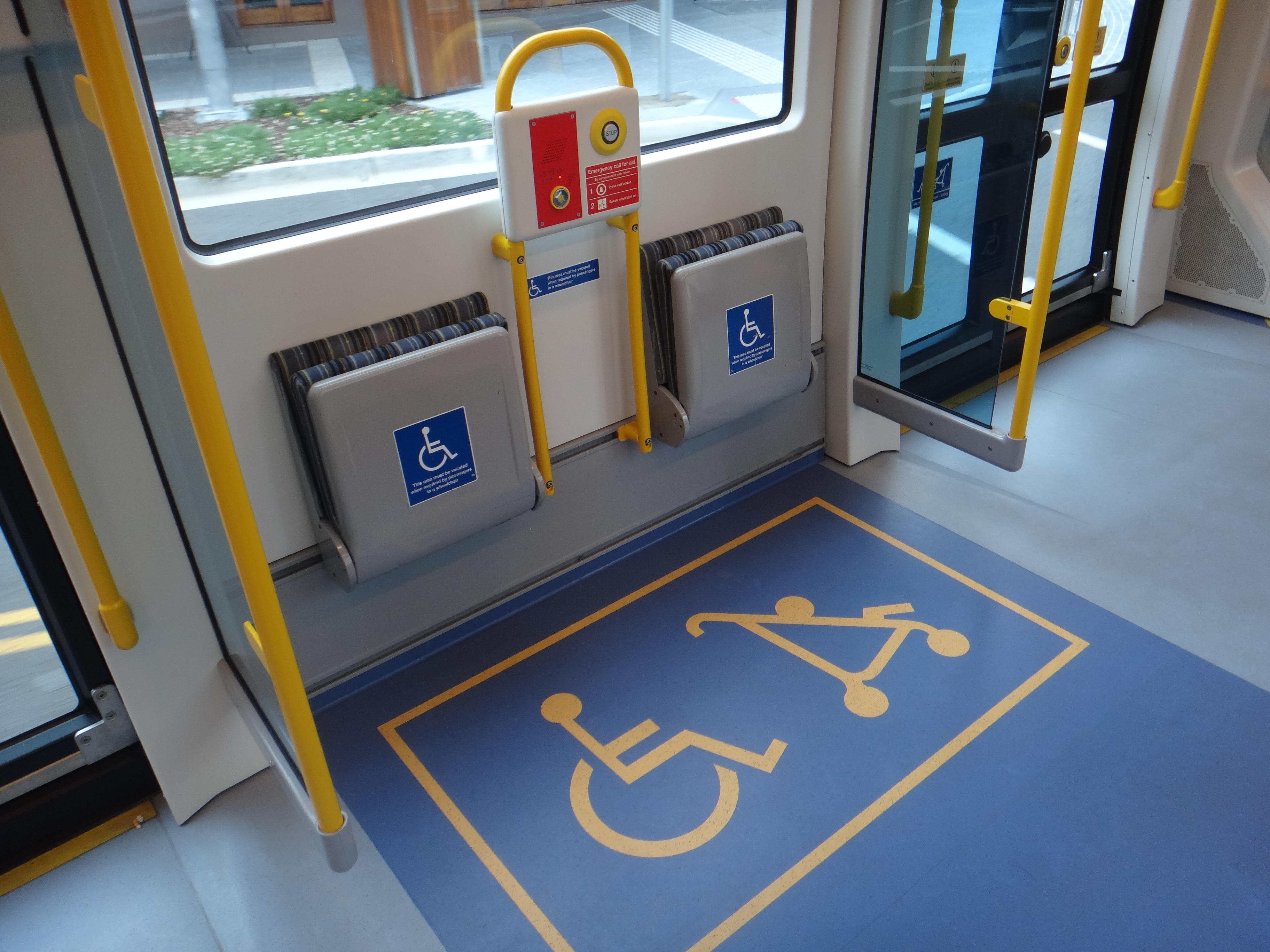
フリースペース
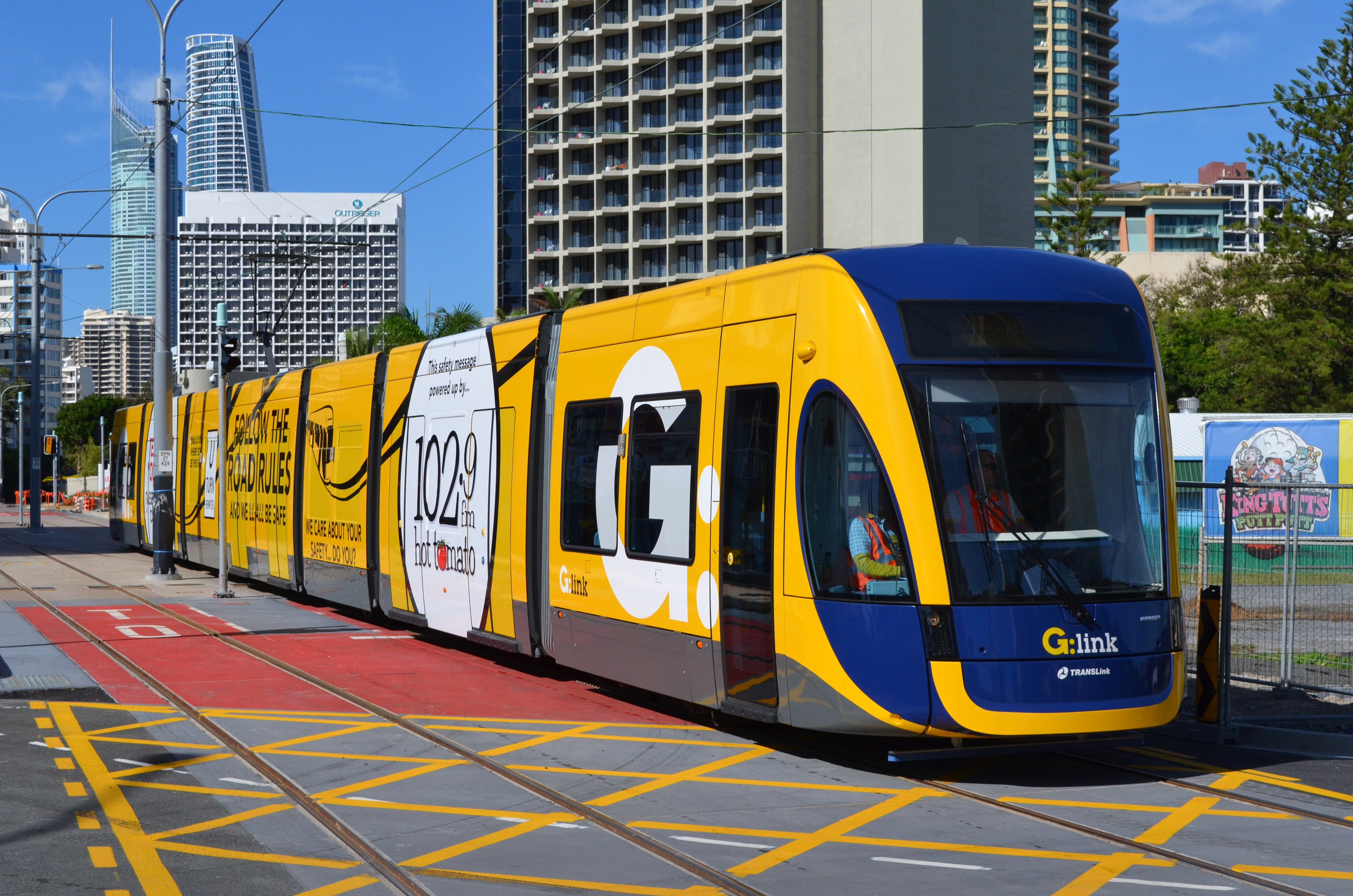
試運転中の車両（2010年撮影）

| 主要諸元 | 主要諸元    | 主要諸元 | 主要諸元 | 主要諸元 | 主要諸元 | 主要諸元 | 主要諸元 | 主要諸元 | 主要諸元 | 主要諸元                     |
| 両数     | 編成        | 運転台   | 全長     | 全幅     | 全高     | 重量     | 定員     | 定員     | 軌間     | 備考・参考                   |
| 両数     | 編成        | 運転台   | 全長     | 全幅     | 全高     | 重量     | 着席     | 立席     | 軌間     | 備考・参考                   |
| -------- | ----------- | -------- | -------- | -------- | -------- | -------- | -------- | -------- | -------- | ---------------------------- |
| 18両     | 7車体連接車 | 両運転台 | 43,500mm | 2,650mm  | 3,400mm  | 60t      | 80人     | 224人    | 1,435mm  | 立席定員は乗客密度4人/m2時。 |

## 今後の予定
G:linkには2020年現在、ブロードビーチ・サウス（Broadbeach South）電停からバーレイヘッズ（Burleigh Heads）までの全長6.4 km、7つの電停を設置する延伸計画「ステージ3A（Stage 3A）」が存在する。建設に際しては沿線の歩行者・自転車道の整備やバスターミナルの改装も実施されることになっており、2020年以降に工事を開始し2023年の開通を予定している。また、バーレイヘッズから更にゴールドコースト空港へ延伸する「ステージ3B（Stage 3B）」計画も存在する。